# Liancourt-Fosse
Liancourt-Fosse – miejscowość i gmina we Francji, w regionie Hauts-de-France, w departamencie Somma.
Według danych na rok 1990 gminę zamieszkiwało 226 osób, a gęstość zaludnienia wynosiła 35 osób/km² (wśród 2293 gmin Pikardii Liancourt-Fosse plasuje się na 772. miejscu pod względem liczby ludności, natomiast pod względem powierzchni na miejscu 738.).